# Callistoctopus lechenaultii
Callistoctopus lechenaultii is een inktvissensoort uit de familie van de Octopodidae. De wetenschappelijke naam van de soort werd voor het eerst geldig gepubliceerd in 1826 door d'Orbigny als Octopus lechenaultii.